# 佐竹隆幸
佐竹 隆幸（さたけ たかゆき、1960年11月22日 - 2020年9月23日）は、日本の経営学者。兵庫県立大学名誉教授。専門は中小企業、地域振興、企業倫理、産業政策。大阪府生まれ。
兵庫県立大学院経営研究科教授、関西学院大学大学院経営戦略研究科教授、同研究科長、兵庫県参与、日本中小企業学会会長、メック株式会社顧問（前筆頭社外取締役監査等委員長）、神鋼鋼線工業株式会社社外取締役などを歴任した。

## 略歴
大阪・ミナミの老舗料亭の長男として生まれる。10歳の時に日本万国博覧会（EXPO70）に183日の会期中93日訪れ、世界の国々へ興味を持つ。15歳の時に家業の料亭が倒産、アルバイトで学費を捻出し、家の借金を背負いながら関西学院大学を卒業した。
清風高等学校や関西外国語大学の英語科教諭を務めたのち、本格的に学者の道を歩み始める。神戸商科大学（現：兵庫県立大学）を経て、2016年に関西学院大学専門職大学院経営戦略研究科教授に就任した。
1979年（第30回）から2019年（第70回）まで41年連続で『NHK紅白歌合戦』を家族とともにNHKホールで観覧し続けた。2019年にeo光テレビ『たむらけんじのぶっちゃ～けBar』で紅白歌合戦愛を語り、2020年の総集編で「ぶっちゃ～けBarアカンデミー賞」を受賞。
2020年9月23日、がんのため、兵庫県西宮市内の病院で死去した。59歳没。

### 学歴[6]
- 1973年04月　関西学院中学部入学
- 1976年03月　関西学院中学部卒業
- 1976年04月　関西学院高等部入学
- 1979年03月　関西学院高等部卒業
- 1979年04月　関西学院大学経済学部入学
- 1983年03月　関西学院大学経済学部卒業（経済学士）
- 1983年04月　関西学院大学大学院経済学研究科博士課程前期課程入学
- 1985年03月　関西学院大学大学院経済学研究科博士課程前期課程修了（経済学修士）
- 1985年04月　関西学院大学大学院経済学研究科博士課程後期課程入学
- 1990年03月　関西学院大学大学院経済学研究科博士課程後期課程単位取得退学
- 2009年01月　兵庫県立大学（旧神戸商科大学）より博士の学位を授与（博士〈経営学〉：論文題目 中小企業存立に関する研究）

### 職歴[4]
- 1985年04月　清風高等学校英語科非常勤講師（1990年3月まで）
- 1990年04月　清風高等学校英語科教諭（1994年3月まで）
- 1994年04月　清風高等学校英語科特任教諭（2001年3月まで）
- 1994年04月　関西外国語大学外国語学部専任講師（1996年3月まで）
- 1996年04月　関西外国語大学国際言語学部専任講師（1999年3月まで）
- 1999年04月　神戸商科大学商経学部経営学科助教授（2004年3月まで）
- 2004年04月　兵庫県立大学経営学部事業創造学科教授（2016年3月まで）
- 2008年04月　兵庫県立大学評議員（2013年3月まで）
- 2010年04月　兵庫県立大学大学院経営研究科教授（2016年3月まで）
- 2010年04月　兵庫県立大学産学人材育成センター長（2016年3月まで）
- 2011年04月　産学公人材イノベーション推進協議会代表
- 2011年04月　兵庫県立大学産学連携機構ビジネスサポートセンター長（2013年3月まで）
- 2012年04月　兵庫県立大学大学院経営研究科長（2014年3月まで）
- 2013年04月　兵庫県立大学大学院経営学研究科長（2014年3月まで）
- 2016年03月　兵庫県立大学退職
- 2016年04月　兵庫県立大学名誉教授
- 2016年04月　関西学院大学専門職大学院経営戦略研究科教授[7]
- 2019年04月　関西学院大学専門職大学院経営戦略研究科長[7]
- 2019年04月　関西学院大学評議員

### 学会[4]
- 1985年05月　日本経済政策学会会員
- 1985年06月　日本中小企業学会会員
- 1998年11月　日本中小企業学会幹事（2001年10月まで）
- 2001年11月　日本中小企業学会理事（西部部会事務局担当、2004年10月まで）
- 2004年11月　日本中小企業学会常任理事（西部部会事務局担当、2010年10月まで）
- 2010年11月　日本中小企業学会常任理事（本部事務局長、2013年10月まで）
- 2013年05月　日本経済政策学会理事（2016年5月まで）
- 2013年11月　日本中小企業学会副会長（西部部会長、2019年10月まで）[8]
- 2019年11月　日本中小企業学会会長

### 公職（主要なもの）[4]
- 1996年08月　兵庫県中小企業家同友会経営環境改善委員会委員
- 1999年01月　兵庫県公衆浴場入浴料金協議会委員
- 2002年10月　神戸商工会議所第二創業を目指す企業家の集い座長
- 2005年01月　尼崎地域･産業活性化機構経営革新ビジネスセミナー座長（2008年3月まで）
- 2005年04月　兵庫県阪神南地域産業戦略研究会会長
- 2006年02月　神戸ワークネットワーク（神戸就業促進連絡会議）副会長
- 2006年02月　養父市大規模事業評価委員会委員長（2018年12月まで）
- 2006年06月　兵庫県ひょうご地域金融懇話会会長
- 2006年06月　尼崎地域･産業活性化機構尼崎経営塾座長
- 2007年02月　神戸信用金庫ビジネスクラブ産学連携研究会座長
- 2007年06月　兵庫県ひょうご経済･雇用再生加速会議委員（2008年3月まで、以降兵庫県ひょうご経済･雇用活性化推進会議に名称変更）
- 2007年07月　兵庫県資金管理委員会委員
- 2008年01月　尼崎市地域産業活性化協議会会長
- 2008年07月　兵庫県ひょうご経済･雇用活性化推進会議委員（2017年3月まで）
- 2009年02月　兵庫県公社等経営評価委員会委員長（2019年3月まで）
- 2010年04月　学校法人啓明学院評議員（2016年3月まで）
- 2010年04月　（公財）ひょうご産業活性化センター評議員
- 2011年04月　（公財）兵庫県芸術文化協会理事
- 2011年04月　佐竹塾（外部環境分析勉強会）座長
- 2011年05月　尼崎商工会議所顧問（アドバイザー）
- 2011年07月　全国指定自動車学校経営協議会顧問
- 2012年04月　尼崎市雇用創造促進協議会会長
- 2012年06月　兵庫県行財政改革県民会議座長代理（2019年3月まで）
- 2012年06月　メック株式会社社外取締役（2020年3月まで）
- 2012年06月　兵庫県長期ビジョン審議会委員・雇用部会長
- 2012年10月　淡路信用金庫淡信実業クラブ経営研究会座長
- 2013年05月　三木市中小企業振興審議会会長
- 2013年06月　メック株式会社筆頭社外取締役（2020年3月まで）
- 2013年07月　兵庫県企業庁経営ビジョン検討懇話会座長（2014年3月まで）
- 2013年07月　日新信用金庫にっしん経営塾座長
- 2014年03月　兵庫県企業庁経営評価委員会委員長（2020年3月まで）
- 2014年04月　兵庫県企業庁経営ビジョン懇話会会長
- 2014年07月　吹田市商工業振興対策協議会会長
- 2015年03月　兵庫県信用保証協会運営等有識者会議会長
- 2015年04月　兵庫県地域創生戦略会議会長代理
- 2015年04月　三木市創生計画策定検証委員会委員長
- 2015年04月　（公財）小森記念財団評議員
- 2015年06月　ひょうご震災記念21世紀研究機構アジア太平洋フォーラム淡路会議企画会議委員
- 2015年07月　ひょうご震災記念21世紀研究機構外部評価委員会委員
- 2015年10月　尼崎市産業振興推進会議委員
- 2016年04月　兵庫県水道事業のあり方懇話会会長
- 2016年04月　学校法人啓明学院理事
- 2016年04月　全国民泊推進ネットワーク協議会会長
- 2016年06月　メック株式会社取締役監査等委員（2020年3月まで）
- 2016年04月　兵庫県中小企業家同友会顧問
- 2016年12月　兵庫県参与
- 2017年04月　兵庫県ひょうご経済･雇用活性化推進会議会長代理（2019年3月まで）
- 2018年04月　兵庫県総合農政食と農に関わる意見交換会会長
- 2018年01月　兵庫県信用保証協会「兵庫金融150年史」企画委員会座長（2020年3月まで）
- 2018年04月　メック株式会社取締役監査等委員長[9]（2020年3月まで）
- 2018年06月　神鋼鋼線工業株式会社社外取締役[1]
- 2018年08月　兵庫県元町山手地区再整備基本構想・基本計画検討委員会副委員長（2019年5月まで）
- 2018年11月　関西経済連合会関西財界セミナータスクフォース座長
- 2018年12月　三木市総合計画審議会会長
- 2018年12月　兵庫県専門職大学教員専門部会委員
- 2018年12月　養父市大規模事業評価会議会長
- 2019年01月　多可町水道事業経営効率化推進計画選定委員会委員長（2019年3月まで）
- 2019年02月　兵庫県行財政運営審議会会長代理
- 2019年04月　兵庫県公社等運営評価委員会委員長
- 2019年04月　神戸ワインサロン会員
- 2019年05月　兵庫県県庁舎整備基本計画検討委員会（旧兵庫県元町山手再整備基本構想検討委員会）副委員長
- 2019年07月　明石市あかし斎場旅立ちの丘指定管理者候補者選定委員会委員長（2020年3月まで）
- 2019年08月　兵庫県ひょうご経済雇用活性化プラン推進会議会長代理
- 2019年08月　養父市公募型プロポーザル評価委員会委員長（2020年3月まで）
- 2019年09月　芦屋市中小企業小規模企業振興基本計画策定委員会委員長
- 2019年09月　兵庫県播但道路有識者会議会長（2020年3月まで）
- 2019年09月　兵庫県阪神地域における県民局・県民センターの在り方検討委員会委員長（2020年3月まで）
- 2019年10月　特許庁調査実証研究事業知財を切り口とした中小企業の事業承継における支援のあり方に関する調査実証研究委員会委員長（2020年3月まで）
- 2020年04月　メック株式会社顧問

## 著書

### 単著
- 『中小企業存立論―経営の課題と政策の行方―』（ミネルヴァ書房、2008年、全335頁）[10]。
- 『「地」的経営のすすめ』（神戸新聞総合出版センター、2012年、全235頁）[3]。
- 『「人」財経営のすすめ』（神戸新聞総合出版センター、2014年、全266頁）[11]。

### 編著
- 『中小企業論の新展開―共生社会の産業展開―』（上田達三監修・田中充と共編著、全367頁、八千代出版、2000年6月）[12]。
  - 序章 - 中小企業論の統合化をめざして（上田達三と共著）
  - 第1章 - 中小企業論の現代的意義
  - 第2章 - 中小企業問題の再検討
- 『中小企業のベンチャー･イノベーション』（ミネルヴァ書房、2002年12月、全331頁）[13]。
  - 序章 - 日本経済と現代中小企業のベンチャー・イノベーション
  - 第2章 - 中小企業形態の再検討
  - 第6章 - 中小企業の存立とベンチャー・イノベーション
  - 第11章 - 中小企業政策の歴史的展開
  - 第12章 - 中小企業支援･振興策の再検討とベンチャー・イノベーション
- 『現代中小企業の海外事業展開』（ミネルヴァ書房、2014年3月、全223頁）[14]
  - 序章 - 中小企業の海外事業展開考
  - 第1章 - 戦後日本経済の産業構造の変遷と経済のグローバル化
  - 終章 - 中小企業の海外事業展開の再検討
- 『現代中小企業のソーシャル･イノベーション』（同友館、2017年4月、全350頁）[15]。
  - 序章 - 中小企業の存立とソーシャル・イノベーション
  - 第1章 - 地域中小企業の存立とソーシャル・イノベーション
  - 第12章 - 顧客価値創造経営を実効するソーシャル・イノベーション
  - 終章 - 地域中小企業によるソーシャル・イノベーションへの展望
- 『兵庫県金融150年史』（兵庫県政150周年記念「兵庫県金融150年史」編纂会、全348頁、ぎょうせい、2019年3月）[16]。
  - 序章 - 金融と経済発展（田中敦と共著）
  - 第1章 - 明治から昭和初期へ〜国による金融制度の近代化〜
  - 第2章 - 明治から昭和初期へ〜兵庫県内の銀行の歴史〜
  - 終章 - 地域金融の現状と今後の展望（田中敦と共著）

### 分担執筆（主要なもの）[4]
- 「中小企業業種型衰退産業における産業連関」 日本中小企業学会編『地域経済と中小企業』15～28頁所載、同友舘（1991年４月）
- 「中小企業構造の産業連関―成長業種・存立維持業種と地場産業―」 日本中小企業学会編『中小企業政策の展望と課題』143～152頁所載、同友館（1993年４月）
- 「アングロサクソンの理論：中小企業存立の理論」 森本隆男編著『中小企業論』第2章 17～34頁所載、八千代出版（1996年４月）
- 「中小企業の産業連関（中小工業・商業）」 森本隆男編著『中小企業論』第6章 91～124頁所載、八千代出版（1996年４月）
- 「フランスの中小企業」 森本隆男編著『中小企業論』第20章 345～366頁所載、八千代出版（1996年４月）
- 「中小企業存立論の展開と企業形態」 日本経営学会編『現代経営学の課題』339～345頁所載、千倉書房（1997年９月）
- 「VB（ベンチャー・ビジネス）・VC（ベンチャー・キャピタル）の振興策」 後藤幸男・西村慶一・植藤正志・狩俣正雄編著『ベンチャーの戦略行動』第12章 207～224頁所載、中央経済社（1999年3月）
- 「中小企業存立論の変遷と今後の展開」 日本中小企業学会編『新中小企業像の構築』1～20頁所載、同友舘（2000年4月）
- 「中小企業とベンチャー・ビジネス」 後藤幸男・鳥邊晋司編著『経営学』55～76頁所載、税務経理協会（2000年12月）
- 「中小企業の経営革新行動」 中橋國蔵・當間克雄編著『経営戦略のフロンティア』179～220頁所載、東京経済情報出版（2001年3月）
- 「ベンチャー企業の存立と経営行動―事業創造と事業支援の視点からの再検討―」 太田進一編著『企業と政策―理論と実践のパラダイム転換―』136～160頁所載、ミネルヴァ書房（2003年1月）
- 「中小企業の問題と政策」 日本経営診断学会関西部会編『中小企業経営の諸問題』1～46頁所載、八千代出版（2004年5月）
- 「中小企業の経営革新とコミュニティ･ビジネス」 福井幸男編著『関西学院大学産研叢書30 新時代のコミュニティ・ビジネス』75～114頁所載、お茶の水書房（2006年7月）
- 「中小企業政策（公民）」 公益財団法人ひょうご震災記念21世紀研究機構災害対策全書編集委員会編『災害対策全書 3復旧・復興』336～341頁所載、ぎょうせい（2011年5月）
- 「企業間連携による復興」 公益財団法人ひょうご震災記念21世紀研究機構災害対策全書編集委員会編『災害対策全書 3復旧・復興』356～359頁所載、ぎょうせい（2011年5月）
- 「震災からの復興と中小企業の存立―クライシス･リスクからの脱却―」 日本中小企業学会編『中小企業のイノベーション』49～60頁所載、同友舘（2012年4月）
- 「尼崎産業構造戦略と中小企業のイノベーション」 （公財）尼崎地域産業活性化機構編『尼崎市の新たな都市戦略』28～46頁所載、清文社（2016年2月）

## メディア出演

### テレビ
- 選挙開票速報特別番組（サンテレビ） - レギュラーコメンテーター
- ニュース・シグナル（サンテレビ） - レギュラーコメンテーター
- ニュース・ポート（サンテレビ） - レギュラーコメンテーター
- キラリけいざい（サンテレビ） - レギュラーコメンテーター
- しごとびと（サンテレビ） - レギュラーコメンテーター
- NHKスペシャル「大廃業時代〜会社を看取るおくりびと〜」（NHK総合、2019年10月6日[17][18]）
- たむらけんじのぶっちゃ〜けBar 年末年始ソワソワさん回（eo光テレビ、2019年12月16日[19]・2020年5月18日放送[20]）

### ラジオ
- PUSH!（ラジオ関西） - レギュラーコメンテーター
- 時間です!林編集長（ラジオ関西） - レギュラーコメンテーター
- 三上公也の情報アサイチ!（ラジオ関西）- レギュラーコメンテーター
- 選挙です!林編集長（ラジオ関西） - レギュラーコメンテーター
- 関西ラジオワイド（NHKラジオ第一、2014年12月15日）